# Zmirot
Zmirot (hebr. ‏זְמִירוֹת‎ zmirot, jid. ‏זמירות‎ zmires) – ogólne określenie pieśni o charakterze biesiadnym, śpiewanych podczas szabatu.
Informacje o śpiewanych przy stole psalmach lub hymnach znajdują się już w Talmudzie i w midraszach. Później, w XVI wieku, kabaliści (zwłaszcza Izaak Luria) śpiewali w czasie posiłku szabatowego pieśni, które wyrażały radość z powodu tego święta i witały anioły, towarzyszące zgodnie z tradycją osobom wracającym z synagogi.
Na pieśni zmirot składają się fragmenty pochodzące z Biblii, hagady, midraszy czy Zoharu, a ich teksty były pisane w różnych okresach przez rabinów i kabalistów. Śpiewali je zwykli, prości ludzie, którzy chcieliby się w szabat odwołać do Tory, a nie mieli odpowiedniego wykształcenia, by dyskutować o Biblii czy Talmudzie.
Do najpopularniejszych zmirot zalicza się:
- JaH (JHWH) Ribon (JaH Olam „Pan, Władca [Świata]”), autorstwa Israela Najara, w języku aramejskim
- Ha-Mawdil, którego autorem jest przypuszczalnie Izaak ben Juda ibn Gajat
- Cur mi-szelo…, utwór anonimowy
- Jom ze le-Israel… („Dzień ten jest dla [ludu] Izraela…”), przypisywany Izaakowi Lurii, w języku hebrajskim
- Ki eszmera szabat („Jeśli przestrzegam szabatu”), przypisywany Abrahamowi ibn Ezrze, w języku hebrajskim
- Baruch El Eljon („Błogosławiony Pan Najwyższy”), autorstwa Barucha ben Szmuela z Moguncji, w języku hebrajskim